# Wolfsriedita
La wolfsriedita és un mineral de la classe dels sulfats. Rep el nom en honor d'Stephan Wolfsried (n. 15 d'octubre de 1958), col·leccionista i fotògraf alemany, qui va proporcionar el material tipus per a la descripció de l'espècie.

## Característiques
La wolfsriedita és un wolframat de fórmula química Pb[(UO₂)₂(W⁶⁺Fe³⁺)O₇(OH)](H₂O)₃. Va ser aprovada com a espècie vàlida per l'Associació Mineralògica Internacional en el mes de maig de l'any 2025. Encara resta pendent de publicació. Cristal·litza en el sistema monoclínic.
Les mostres que van servir per a determinar l'espècie, el que es coneix com a material tipus, es troben conservades a les col·leccions del Museu Mineralògic Fersmann, de l'Acadèmia de Ciències de Rússia, a Moscou (Rússia), amb el número de registre: 6187/1, i a les col·leccions mineralògiques del Museu d'Història Natural del Comtat de Los Angeles, a Los Angeles (Califòrnia) amb el número de catàleg: 76190.

## Formació i jaciments
Va ser descoberta a la mina Clara, situada a la localitat d'Oberwolfach, a la regió de Friburg (Baden-Württemberg, Alemanya). Aquesta mina alemanya és l'únic indret de tot el planeta on ha estat descrita aquesta espècie mineral.